# HMS Dauntless (D45)
«Донтлес» (D45) (англ. HMS Dauntless (D45) — військовий корабель, легкий крейсер типу «Данае» Королівського військово-морського флоту Великої Британії за часів Другої світової війни.

## Історія створення
Легкий крейсер «Донтлес» був закладений 3 січня 1917 року на верфі компанії Palmers Shipbuilding and Iron Company у Джарроу. 10 квітня 1918 року корабель був спущений на воду, а 2 грудня 1918 року увійшов до складу Королівських ВМС Великої Британії.

## Історія служби
Після вступу до лав Королівського флоту «Донтлес» у 1919 році діяв у Балтійському морі проти більшовицьких армій у Росії. Потім продовжував службу у Вест-Індії, та протягом наступних п'яти років після цього крейсер входив до 1-ї легкої крейсерської ескадри Атлантичного флоту. Корабель разом з групою кораблів залучався до навколосвітнього походу в 1923—1924 роках. У подальшому служив у Середземномор'ї у складі сил британського флоту.
У травні 1928 року «Донтлес» переведений до станції Північної Америки та Вест-Індії, що базувалася на Бермудах. 2 липня 1928 року він потрапив на мілину неподалік від Галіфаксу, Нова Шотландія і отримав сильні пошкодження. Протягом 1928—1929 років крейсер перебував у ремонті.
У 1930 році його повернули назад до станції Північної Америки та Вест-Індії. Протягом 1931—1933 років корабель служив у Південноамериканській дивізії, а в 1934 році замінив крейсер «Келью» на Середземному морі та був у складі 3-ї крейсерської ескадри. У 1935 році повернувся до Британії, де був виведений у резерв.
Після початку Другої світової війни «Донтлес» повернули до строю, увійшов до 9-ї крейсерської ескадри Південноатлантичного командування. У грудні ескадру, включаючи «Донтлес», перевели на Китайську станцію, а в березні 1940 року крейсер діяв разом з британськими Малайськими силами в Індійському океані. 15 червня 1941 року зіткнувся з крейсером «Емеральд» біля Малакки і був поставлений у Сінгапур на ремонт.
У лютому 1942 році «Донтлес» повернувся до Британії, де пройшов повторний ремонт у Портсмуті. Після цього крейсер перевели на Східний флот, і в листопаді він прибув у Саймонстауні, у Південній Африці. Потім його використовували як навчальний корабель, а в лютому 1945 року вивели до резерву.
13 лютого 1946 року він був проданий на брухт в Інверкітінг.